# Kijevac (gmina Surdulica)
Kijevac (cyr. Кијевац) – wieś w Serbii, w okręgu pczyńskim, w gminie Surdulica. W 2011 roku liczyła 99 mieszkańców.